# 事情
| ウィキペディアには「事情」という見出しの百科事典記事はありません（タイトルに「事情」を含むページの一覧/「事情」で始まるページの一覧）。 代わりにウィクショナリーのページ「事情」が役に立つかもしれません。 |